# Римский-Корсаков, Николай Александрович (майор)
Николай Александрович Римский-Корсаков (?—1814) — майор, герой русско-турецкой войны 1806—1812 годов, участник войн против Наполеона.
Побочный сын члена Государственного совета Российской империи генерала от инфантерии Александра Михайловича Римского-Корсакова.
В военную службу вступил подпрапорщиком в лейб-гвардии Семёновский полк, в 1807 году произведён в прапорщики.
Принимал участие в русско-турецкой войне 1806—1812 годов и 29 июня 1810 году за отличие при Базарджике был произведён в подпоручики и награждён орденом св. Георгия 4-й степени (№ 967 по кавалерскому списку Судравского и № 2180 по списку Григоровича — Степанова)
В воздаяние отличнаго мужества и храбрости, оказанных в действиях против турок, где, находясь волонтером и будучи прикомандирован к авангарду, минувшего мая 21 числа при сильной вылазке неприятельской, бросился с двумя сотнями казаков на неприятеля и способствовал много к отражению онаго, а 22 числа при штурме укреплений того города, из первых вскочил в ретраншамент, чем и способствовал к овладению пушки в оном стоявшей.
В 1812 году Римский-Корсаков участвовал в отражении нашествия Наполеоновской армии в Россию, затем находился в Заграничном походе. В 1813 году был произведён в майоры с переводом в Изюмский гусарский полк. Убит в 1814 году во Франции во время одной из авангардных перестрелок с остатками французских войск.